# Snežana Rodič
Pour les articles homonymes, voir Rodić.
Snežana Rodič (née Vukmirovič, le 19 août 1982) est une athlète slovène, spécialiste du triple saut.

## Biographie
Son meilleur saut était de 14,37 m (-1,6 m/s) obtenu à Maribor le 12 juin 2010, avant qu'elle ne l'améliore en qualifications des Championnats d'Europe 2010 avec 14,47 m. Elle se classe sixième de la finale avec 14,32 m.

## Palmarès
| Date | Compétition                    | Lieu      | Résultat | Marque  |
| ---- | ------------------------------ | --------- | -------- | ------- |
| 2009 | Championnats d'Europe en salle | Turin     | 6e       | 13,87 m |
| 2010 | Championnats d'Europe          | Barcelone | 6e       | 14,32 m |
| 2011 | Championnats d'Europe en salle | Paris     | 4e       | 14,35 m |
| 2013 | Jeux méditerranéens            | Mersin    | 2e       | 14,36 m |
| 2013 | Championnats du monde          | Moscou    | 8e       | 14,13 m |

## Records
| Épreuve     | Épreuve      | Performance | Lieu        | Date         |
| ----------- | ------------ | ----------- | ----------- | ------------ |
| Triple saut | En plein air | 14,58 m     | Nova Gorica | 15 juin 2013 |
| Triple saut | En salle     | 14,35 m     | Paris       | 5 mars 2011  |